# Anna Mourou
Anna Milly Maria Mourou Lange, född Fagerstedt 25 januari 1980, är en svensk programledare, artist och creative director. Hon är dotter till Gunilla Mourou och jazzpianisten Claes-Göran Fagerstedt och växte upp på Tynningö och Rindö i Vaxholms kommun.
Mourou deltog i SVT:s programsatsning TV-stjärnan där hon kom tvåa efter vinnaren Frida Zetterström.
Under 2008 var Anna Mourou en av medlemmarna i juryn för SVT-programmet Dansbandskampen tillsammans med Magnus Carlsson och Thomas Deutgen.
Hon har även en karriär som konferencier där hon bland annat lett Förtimmen under Melodifestivalens turné 2008.
Mourou är jazzsångerska i grunden och började turnera med sin far redan som 14-åring. De har tillsammans spelat in två album och flera radiokonserter. Efter det har hon släppt Eurodisco album i Danmark, Tyskland och Holland med gruppen Primadonna i vilket hon sjöng lead. Hon har även arbetat med ett flertal svenska artister såsom Dr Alban och September. Mourou har även en karriär som dansare och koreograf och drev till 2012 produktionsbolaget Foxy Productions. Under perioden 2004–2007 arbetade hon som presschef för O&P Worldwide vilka arrangerade konserter med artister som Busta Rhymes, 50 Cent, Snoop Dogg, Tiesto med flera. Hon var även presschef för Ace of Base. 
Från 2013 verkar hon som creative director och producent i eventbranschen där hon gjort sig ett namn genom ett flertal omtalade produktioner
I februari 2015 delade hon ut en Grammis på Cirkus i Stockholm.
2017 grundade Anna Mourou den ideella föreningen och nätverket "She Captain" som verkar för en förändring i representation på sjön. She Captain arrangerar seglings- och motorbåtseskadrar och bedriver påverkansarbete inom båtbranschen.  